# سپیده قلیان
سپیده قُلیان (زادهٔ ۱ مهر ۱۳۷۳) فعال مدنی و زندانی سیاسی چپ‌گرای اهل ایران است. بی‌بی‌سی در سال ۲۰۲۲ او را یکی از ۱۰۰ زن الهام‌بخش و اثرگذار در جهان معرفی کرد. او در جریان اعتراضات کارگری ۱۳۹۷ خوزستان به همراه اسماعیل بخشی و شماری از کارگران شرکت کشت و صنعت نیشکر هفت‌تپه بازداشت شد. او که بارها توسط مأموران امنیتی دستگیر شده است، تیر ۱۳۹۹ برای اجرای حکم ۵ سال حبس به زندان منتقل شد.

## پیشینه فعالیت

### بازداشت
نخستین بار در شامگاه ۶ اسفند ۱۳۹۵ سپیده قلیان که در آن زمان دانشجوی سال چهارم رشته دامپزشکی بود، در منزل پدری‌اش بازداشت و به مکان نامعلومی برده شد. دلیل بازداشت او به نقل از یک منبع نزدیک به خانواده‌اش «فعالیت در اینستاگرام» و «فعالیت مدنی» اعلام شده بود.
در تاریخ ۲۷ آبان ۱۳۹۷ در جریان اعتراضات کارگری ۱۳۹۷ خوزستان سپیده قلیان به همراه شماری از کارگران معترض بار دیگر بازداشت شد. او به همراه نمایندگان شرکت نیشکر هفت‌تپه، ابتدا به بازداشتگاهی در شهر شوش (شهر وقوع اعتراضات کارگران هفت‌تپه) منتقل شد و سپس توسط مأموران امنیتی به اهواز منتقل گردید. بر اساس برخی گزارش‌ها به نقل از بستگان نزدیک قلیان، سپیده در هنگام بازجویی مورد ضرب و شتم مأموران قرار گرفت. یکی از اتهامات او «اخلال در نظم عمومی» عنوان شد.

### آزادی
در تاریخ ۲۷ آذر ۱۳۹۷ منابع خبری از آزادی سپیده قلیان خبر دادند. این آزادی پس از یک ماه بازداشت او و به‌واسطه تودیع وثیقه ۵۰۰ میلیون تومانی صورت گرفت.

### شکنجه
سپیده قلیان پس از آزاد شدن از زندان در تاریخ ۱۹ دی ۱۳۹۷ شرحی از شکنجه‌های صورت گرفته توسط مأموران را ارائه کرد. او که این اظهارات را در صفحه توئیتر خودش منتشر کرد، ادعا کرد که او و اسماعیل بخشی هر دو در روزهای بازداشت تحت شکنجه شدید قرار گرفتند. او گفت که حاضر است در دادگاه دربارهٔ شکنجه خودش و اسماعیل بخشی شهادت بدهد. او همچنین در توئیتی نوشت که مأموران اطلاعات گفتند که تنها در صورت قبول «اتهاماتی جنسی» او را آزاد خواهند کرد. قلیان در این سلسله توئیت‌های خود نوشت مأموران برای اخذ اعتراف از او از کابل و اتهام جنسی علیه او استفاده کردند. قلیان ادعا کرد که در هنگام شکنجه مأموران اسماعیل بخشی را مجبور کردند تا به خودش فحاشی کند.
اسماعیل بخشی نیز با تشریح شکنجه‌های دوره بازداشت خود و سپیده قلیان، خواستار پاسخگویی علنی وزیر اطلاعات جمهوری اسلامی ایران شد. او محمود علوی را به شرکت در یک مناظره تلویزیونی دعوت کرد. به گفته اسماعیل بخشی نماینده بازداشتی کارگران نیشکر هفت‌تپه، مأموران وزارت اطلاعات او و سپیده قلیان را «کتک می‌زدند» و «انواع و اقسام فحش‌های رکیک جنسی» را علیه آنان بکار می‌گرفتند. بخشی همچنین ادعا کرد که مکالمات خانوادگی او نیز «شنود» شده است. او مدعی شد که این شکنجه‌ها آنقدر شدید بوده که همچنان پس از بازداشت دچار حمله عصبی می‌شده است.
در تاریخ ۲۴ دی‌ماه ۱۳۹۷ عسل محمدی، عضو هیئت تحریریه نشریه گام که پس از حمایت از اعتراضات کارگری ۱۳۹۷ خوزستان بازداشت شد و چند روز بعد به قید وثیقه آزاد گشت، نسبت به این اظهارات واکنش نشان داد و ادعا کرد که از نزدیک شاهد شکنجه این دو بوده است. او شکنجه اسماعیل بخشی و سپیده قلیان را تأیید کرده و اعلام کرد که حاضر است به نفع اظهارات این دو تن، در دادگاه شهادت دهد. محمدی همچنین در عین حال اشاره کرد که «شاهد ساعت‌های طولانی بازجویی» از سپیده قلیان بوده است؛ بازجویی‌هایی که به گفته او، از ۱۰ صبح تا پاسی از نیمه شب ادامه داشت و تقریباً هر روز تکرار می‌شد. او در رابطه با این بازجویی‌ها گفت: «صدای فریادها و توهین‌های بازجویش را از اتاق کناری می‌شنیدم. من شاهد روزی بودم که چنان فشاری برای اعتراف دروغ بر او آوردند که پنجه بر چهره نازنینش می‌کشید و آرزوی مرگ می‌کرد».
سپیده قلیان که به‌طور موقت و با قید وثیقه از زندان آزاد شده بود، فاش کرد که در زندان سپیدار اهواز مأموران اطلاعات یک زن عرب بنام زهرا حسینی را مورد شکنجه قرار دادند، طوری که دست و پای وی کبود شده بود. سپیده قلیان در کتابش به نام «تیلاپیا خونِ هورالعظیم را هورت می‌کشد» اشاره‌های فراوانی دارد به شیوه‌های شکنجه، تحقیر و تبعیض زنان و مردان جوان و نوجوان عرب اهوازی که گروگان گرفته شده بودند. او در این کتاب در روایت هفتم از زبان زهرا حسینی می‌نویسد:
[زهرا]گفت برگه ای گذاشته بودند جلوم، از بازجو پرسیدم: «تُک نویسی در مورد صادق … یعنی چه؟» او هم یکی خواباند زیر گوشم و گفت: «درستش تَک نویسیه».
در روایت پنجم صفحه ۱۸ می‌نویسد:
کتکها شروع می‌شود. نامش اسماعیل است … عرب است … اسم عملیات را از او می‌پرسند، به عربی فریاد می‌زند: نمی‌دانم، شکنجه‌ها بیشتر و بیشتر می‌شود و شکنجه گرها فریاد می‌زنند «نجس! فارسی صحبت کن». صدای شکنجه‌ها بحدی ست که دردش به من هم می‌رسد.
در صفحه ۱۹ می‌نویسد: … یکهو شکنجه‌ها باز شروع می‌شود. انگار که بر تن اسماعیل عرب که بلد نبود درست فارسی صحبت کند آب جوش ریخته باشند. داد و فریادش جوری می‌شود که پلک چپم شروع به پریدن می‌کند. ـ «سوختم، سوختم، سوختم!». آخ من هم سوختم… ـ «فقط بگید چه عملیاتی من انگشت می‌زنم …». شکنجه گر قاه قاه می‌خندد و لهجه ش را مسخره می‌کند، ….

در روایت هشتم در مورد شخصی به نام علی ابو نایف می‌نویسد. «علی که ماهیگیر است بیماری آسم دارد. زیر شکنجه مجبور به درآوردن صدای گاو و گوسفند می‌شود.» در صفحه ۲۹ از همان کتاب آمده: «بازجو گفت "علی این دفعه دیگه بهت اسپری هم نمی‌دهم ها! می‌ذارم خفه شی زیر مشت و لگدام. البته می تونم مثل اون دفعه به برق وصلت کنم که صدای گوسفند بدی! کدومشونو می خوای؟".» اینها فقط چند نمونه از آنچه در کتاب سپیده قلیان در مورد نحوه برخورد تبعیض گرانه و تحقیرآمیز بازجویان با بازداشت شدگان عرب است. با خواندن این کتاب گوشه ای از درد و رنج مردم ستمدیده اهواز برای خواننده آشکار می‌شود.

### پخش اعتراف اجباری از صدا و سیمای جمهوری اسلامی
شنبه ۲۹ دی‌ماه برنامهٔ تلویزیونی بیست و سی با پخش گزارشی به‌نام «طراحی سوخته» به انتشار اوراق بازجویی تعدادی از دستگیرشدگان اعتراضات کارگری خوزستان و «اعترافات» آن‌ها علیه خودشان پرداخت. در این گزارش با طرح اتهامات امنیتی علیه بازداشت‌شدگان، آن‌ها وابسته به گروه‌های کمونیستی و برانداز خارج از کشور خوانده شده‌اند که سعی در ایجاد تشکل‌های مستقل کارگری داشته‌اند. بسیاری از این زندانیان پس از آزادی تأکید کرده‌اند که برای ضبط اعترافات‌شان جلوی دوربین مورد شکنجه نیروهای امنیتی قرار گرفته‌اند. در قسمتی از این گزارش مسئلهٔ شکنجهٔ اسماعیل بخشی در دوران بازداشت نیز بار دیگر از سوی مقامات دولتی و امنیتی کتمان شده است.
پیش‌از این، قلیان در توییتی گفته بود که «روز آخر بازجو می‌گفت اگر بیرون بروی و دهانت را باز کنی همین ادعاها و اعترافات اجباری تو و اسماعیل بخشی را را در اخبار بیست و سی هم پخش خواهیم کرد و پودرتان خواهیم کرد.»
حساب توییتری خبرگزاری صدا و سیما پس از پخش این برنامه به حالت تعلیق درآمد.

#### واکنش‌ها به پخش «اعترافات»
پخش گزارش تلویزیونی «طراحی سوخته» با واکنش و اعتراض گستردهٔ کاربران در فضای مجازی همراه شد. سپیده قلیان هم با انتشار توییتی به پخش این گزارش واکنش نشان داد:
من و اسماعیل بخشی که سهل است، پنج هزار کارگر هفت‌تپه را هم جلوی دوربین بنشانید و از آن‌ها به زور کابل و باتوم اعتراف اجباری بگیرید باز هم چیزی از اصل داستانِ این‌که شما ستمگر و فاسد هستید کم نخواهد کرد. #طراحی_سوخته— سپیده قلیان، در حساب توییترش
 از طرفی، گروهی از کاربران حامی جمهوری اسلامی این «اعترافات» را سندی برای ارتباط این فعالان بازداشت‌شده با خارج از کشور دانستند. در مقابل گروه دیگر، شامل خود سپیده قلیان و مخالفان جمهوری اسلامی نفس این اعترافات را از مصادیق شکنجه خوانده و آن را سندی بر تأیید شکنجه قلیان دانستند.
سه‌شنبه ۲ بهمن ۱۳۹۷ شماری از بازنشستگان فرهنگی و کشوری اهل ایران، مقابل ساختمان وزارت کار و امور اجتماعی ایران دست به برپایی تجمع اعتراضی زدند. آنها که به وضع معیشت و وضعیت بیمه خودشان معترض بودند، در اعتراضشان علیه پخش مستند «طراحی سوخته» شعارهایی سر دادند. شعار «شکنجه، مستند، دیگر اثر ندارد» و «توپ، تانک، مستند دیگر اثر ندارد» دو شعاری بودند که این معترضان در اعتراض به کتمان شکنجه اسماعیل بخشی و سپیده قلیان سردادند.
صادق زیباکلام استاد علوم سیاسی دانشگاه تهران با انتشار توئیتی، در صفحه توئیتر رسمی خود نسبت به پخش این مستند از صداوسیما واکنش نشان داد. به‌عقیده زیباکلام مردم ایران میان روایت صداوسیما و گفته‌های اسماعیل بخشی و سپیده قلیان، سخنان این دو زندانی را باور خواهند کرد. او در این توئیت نوشت: 
مشکل اساسی صداوسیما آنست که هنوز متوجه نشده سالهاست مردم میان روایت آن تشکیلات با درآمدهای چند هزار میلیاردی اش (۴۰۰۰ هزار میلیارد تومان بودجه پیشنهادی در سال ۹۸است) از یکسو و روایت بانو سپیده قلیان و اسماعیل بخشی با درآمدهایی که ماه‌هاست نگرفته‌اند از سویی دیگر، دومی را قبول دارند.— صادق زیباکلام
فدراسیون بین‌المللی کارگران حمل و نقل نسبت به پخش مستند «طراحی سوخته» واکنش نشان داده و خواستار آزادی فوری اسماعیل بخشی و سپیده قلیان شد. این سازمان کارگری در نامه‌ای خطاب به حسن روحانی ریاست جمهوری ایران این مستند را «اعترافاتی تحت شکنجه» خواند و نسبت به وضعیت کارگران در ایران ابراز نگرانی کرد و از مقامات ایرانی خواست تا به گفته آنها «شکنجه» را متوقف کنند. در این نامه پیرامون پخش این مستند آمده است: 
«اطلاعات معتبر نشان می‌دهد این اعترافات از طریق تهدید، ضرب و شتم و شکنجه گرفته شده است. چنین مواردی که نقض حقوق ابتدایی انسانی می‌باشند باید فوری پایان یابند.»— استیون کاتن، دبیرکل فدراسیون بین‌المللی کارگران حمل و نقل
در گزارش دبیرکل سازمان ملل متحد در خصوص وضعیت حقوق بشر در ایران به نام وی اشاره شده است.

## بازداشت مجدد
سپیده قلیان روز یک‌شنبه ۳۰ دی ۱۳۹۷ یک روز پس از پخش فیلم اقرار تلویزیونی‌اش از صدا و سیما، به همراه برادرش «مهدی قلیان» بازداشت شد. مأموران امنیتی به قصدِ بازداشت سپیده قلیان وارد منزل پدری او شده بودند که با مقاومت برادرش مواجه می‌شوند. به گزارش رسانه بی‌بی‌سی فارسی، «مأموران امنیتی با ضرب و شتم و بدون ارائه حکم وی را به همراه خانم قلیان بازداشت و به مکان نامعلومی منتقل کردند.»
پدر سپیده قلیان در گفتگو با مسیح علی‌نژاد گفت: «ساعت ۷صبح ۱۲ مأمور مرد و دو مأمور زن با خشونت ریختند خانه، دندان‌های پسرم را شکستند من و همسرم را کتک زدند گفتند دخترت را هم می‌کشیم. خواهش می‌کنم نگذارید بچه‌های ما را بکشند.»
در تاریخ ۳ بهمن ۱۳۹۷ رسانه بی‌بی‌سی فارسی از «تحت فشار بودن و تهدید شدن» خانوادهٔ سپیده قلیان از سوی نهادهای امنیتی، به دلیل مصاحبه‌هایی که دربارهٔ فرزندانشان انجام داده‌اند خبر داد.

#### واکنش‌ها به بازداشت مجدد
سازمان حقوق بشری عفو بین‌الملل، در تاریخ ۱ بهمن ۱۳۹۷ نسبت به بازداشت مجدد اسماعیل بخشی و سپیده قلیان واکنش نشان داد. رها بحرینی، پژوهشگر امور ایران در این سازمان در گفتگو با رسانه رادیوفردا از طرف این نهاد نسبت به این بازداشت ابراز نگرانی کرده و از مقامات حکومت ایران خواست تا فوراً این دو زندانی را آزاد کنند. همچنین بحرینی از این مقامات خواست تا بستری را برای مطالبه‌گری مسالمت‌آمیز کارگران فراهم آورد. رها بحرینی ضمن انتقاد از این بازداشت عنوان کرد که مقامات امنیتی ایران در تلاش هستند، تا با ایجاد رعب و وحشت مانع از فعالیت به حق کارگران ایران شوند.
دوشنبه ۱ بهمن ۱۳۹۷ جمعی از وکلا و حقوقدانان، با صدور نامه‌ای سرگشاده به جاوید رحمان - گزارشگر ویژه سازمان ملل متحد در امور ایران - بازداشت اسماعیل بخشی و سپیده قلیان را تقبیح کردند. این وکلای ایرانی که عمدتاً ساکن خارج از ایران بودند، بازداشت این دو را مغایر با مضامین قانونی خوانده و ضمن ابراز نگرانی نسبت به وضعیت این دو زندانی، نحوه بازداشت این دو را خلاف آیین دادرسی کیفری دانستند.
به گزارش رادیو زمانه در تاریخ ۶ بهمن ۱۳۹۷، بیش از ۸۰۰ نفر با امضای یک بیانیه مشترک، ضمن حمایت از اسماعیل بخشی و سپیده قلیان و اعتراضات کارگران هفت تپه، خواستار آزادی این دو زندانی شدند. همچنین پیش از این، گروهی از فعالان سیاسی جناح چپ در تاریخ ۳ بهمن ۱۳۹۷، با صدور و امضای بیانیه‌ای مشترک خواهان آزادی این دو زندانی شدند.
سازمان عفو بین‌الملل در ۹ بهمن ۱۳۹۷ با انتشار بیانیه‌ای نسبت به آنچه که «خطر فاحش ادامه شکنجه» اسماعیل بخشی و سپیده قلیان خواند، هشدار داد. این سازمان حقوق بشری از مقامات ایرانی خواست تا بی‌درنگ این دو زندانی را آزاد کرده و به اتهامات مربوط به شکنجه این دو رسیدگی و شکنجه گران احتمالی را به دست قانون بسپارند. این سازمان خواستار حفاظت از بخشی و قلیان در برابر شکنجه شده و از همگان خواست تا برای آزادی این دو زندانی به مقامات حکومت نامه و عریضه بنویسند.

### حکم زندان
سپیده قلیان مجموعاً به ۱۹ سال و شش ماه زندان محکوم شد. در خصوص اجتماع و تبانی به اتهام اقدام علیه امنیت ملی به هفت سال حبس، عضویت در گروه گام به هفت سال حبس، به اتهام فعالیت تبلیغی علیه نظام به یکسال و شش ماه حبس و به اتهام نشر اکاذیب به دو سال و شش ماه محکوم شده است. همچنین به اتهام اخلال در نظم به یک سال و شش ماه حبس محکوم شد.

### آزادی موقت
سپیده قلیان با قید وثیقه به صورت موقت در ۴ آبان ۱۳۹۸ با تودیع قرار وثیقه یک و نیم میلیارد تومانی از زندان آزاد شد و محکومیتش در دادگاه تجدیدنظر به ۵ سال حبس تعزیری کاهش پیدا کرد. ‏

### بازداشت مجدد، مهر ۱۴۰۰
سپیده قلیان در ۱۹ مهر ۱۴۰۰ در حالی که دوران مرخصی خود را می‌گذراند، در خانه‌اش با هجوم ۳۰ مأمور امنیتی دستگیر و به نقطه نامعلومی برده شد، در ۲۲ مهر وی را از اهواز به بوشهر و از آنجا به زندان اوین بند ۲۰۹ برده‌اند.

### بازداشت مجدد، اسفند ۱۴۰۱
سپیده قلیان روز ۲۴ اسفند ۱۴۰۱ ساعاتی پس از آزادی از زندان اوین، دوباره توسط مأموران امنیتی بازداشت شد.
تصاویر ویدئویی منتشر شده از لحظه آزادی او، نشان می‌داد که او بدون حجاب اجباری فریاد می‌زند: «خامنه‌ای ضحاک، می‌کِشیمت زیر خاک».
سپیده قلیان روز سه‌شنبه ۲۲ فروردین ۱۴۰۲ با انتشار متنی از داخل زندان گفت تا زمانی که «حکومت اعدام اسلامی بر سر کار است و کاشفان فروتن چشمه و معترضان به استبداد، گروگان حکومت اسلامی هستند»، در هیچ دادگاهی شرکت نخواهد کرد.

### بازداشت مجدد، ۱۴۰۲
در ۱۵ اردیبهشت ۱۴۰۲، مهدی قلیان برادر سپیده قلیان، با انتشار پستی در صفحه اینستاگرام خود نوشت که خواهرش «بخاطر یک شعار پس از آزادی» مجدداً به دو سال زندان محکوم شده است. او اعلام کرد که این حکم به دلیل شعار دادن خواهرش علیه علی خامنه‌ای، رهبر جمهوری اسلامی، در مقابل زندان اوین، بلافاصله پس از آزادی صادر شده است.

## گفتگو با تسنیم دربارهٔ شرایط مناسب زندان بوشهر
خبرگزاری تسنیم خرداد ۱۴۰۰ تصاویری از گفتگوی سپیده قلیان، فعال کارگری در زندان بوشهر منتشر کرده است که در آن قلیان وضعیت این زندان را مناسب توصیف می‌کند.
او می‌گوید؛ اینجا (زندان بوشهر) فوق‌العاده است و آخرین باری که خانواده‌اش برای مخارجش در زندان پول واریز کرده‌اند یادش نیست و غذای زندان کیفیت خوبی دارد.
اینجا خیلی رسیدگی می‌شود و هردفعه جشن برای زندان برگزار می‌گردد. زندانبان اینجا آنقدر مهربان است که شاید اگر پدر من بود آنقدر مهربان نبود و در این هیچ شکی نیست.
رئیس سازمان زندان‌ها هم پس از بازدید از زندان و گفتگو با قلیان با انتشار یک توییت دربارهٔ این دیدار نوشت: دیروز در بوشهر، به خاطر دروغ‌های اخیر رسانه‌های سعودی دربارهٔ زندانیان سیاسی زن، شخصاً پیگیر وضعیت خانم سپیده قلیان شدم. از شرایط و امکانات در اختیارش راضی بود و با علاقه و روحیه خوب، شیرینی‌هایی که خودش در زندان پخته بود را تعارف می‌کرد. البته از بابت سختی رفت و آمد خانواده‌اش نگران بود.

## شکایت از مجری صدا و سیما
سپیده قلیان طی یادداشتی در صفحه شخصی خود با اعلام شکایت رسمی از یکی از مجریان برنامهٔ تلویزیونی بیست و سی گفت که «در مراحل تولید طراحی سوخته، آمنه‌سادات ذبیح‌پور در اتاق بازجویی حضور داشت تا پس از ساعت‌ها شکنجه جسمی و روحی، متنی را که از قبل آماده کرده بود، برای خواندن در مقابل دوربین در اختیار ما قرار دهد».

### مخالفت با نوشتن نامه عفو به خامنه‌ای
روز سه‌شنبه ۲۷ خرداد ۱۳۹۹ سپیده قلیان با انتشار یک ویدئو در صفحه توییتر خود، خبر داد که چون با نوشتن نامه عفو به خامنه‌ای موافقت نکرده است، می‌خواهند او را به زندان قرچک منتقل کنند.

## کتابی درباره زندگی در زندان اوین
باشگاه نانوایان زندان اوین کتابی است که توسط سپیده قلیان، فعال حقوق بشر و زندانی سیاسی ایرانی، نوشته شده است. این کتاب به تجربیات شخصی سپیده قلیان و دیگر زندانیان سیاسی و اجتماعی در زندان اوین پرداخته و شرایط سخت زندان را با روایت‌هایی از مقاومت و همبستگی زندانیان از طریق پخت نان به تصویر می‌کشد. این کتاب به‌عنوان یک نماد از مقاومت در برابر سرکوب‌های سیاسی و اجتماعی در ایران شناخته شده است و توجه بسیاری از سازمان‌های حقوق بشری و رسانه‌های بین‌المللی را جلب کرده است. بسیاری از منتقدان و فعالان حقوق بشر این کتاب را شاهدی عینی از وضعیت زندانیان سیاسی و نقض حقوق بشر در ایران می‌دانند.

## اجرای حکم
سپیده قلیان از متهمان اعتراضات کارگری ۱۳۹۷ هفت تپه، در تاریخ ۱ تیر ۱۳۹۹ جهت اجرای حکم بازداشت و به زندان اوین منتقل شد. ‏
او ۲۱ اسفند ۱۳۹۹ از زندان اوین به زندان بوشهر تبعید شد. ‏ انتقال قلیان از بند زنان زندان اوین ساعت ۱۱ شب با دست بند و پابند صورت گرفت.

## جوایز و افتخارات
- در سال ۲۰۲۲ بی‌بی‌سی سپیده قلیان را در فهرست ۱۰۰ زن تأثیرگذار جهان قرار داد.[۶۴]

## آثار
- احضار دوال‌پای رسوایی با پای سیب (۱۴۰۲)
- تیلاپیا خون هورالعظیم را هورت می‌کشد (۱۳۹۹)[۶۵]